# Tvist (ples)
Tvist je ples iz 1960-ih inspiriran rokenrol muzikom. Zapravo je tek tvist prvi ples masovne kulture koji je doživeo (i preživeo) masovnu popularnost i proširio se po celom svetu. Tvist je ples iz kojeg su proizašli mnogi današnji plesovi. Od tvista je svetski fenomen napravio američki pevač Čabi Čeker svojim hitovima The Twist. jul 1960 (reizdan novembar 1961) i Let's Twist Again u junu 1961. Od 1959 do ranih šezdesetinh on je prerastao u svetsko plesno ludilo, uživajući ogromnu popularnost u narodu, a istovremno privlačeći nastraje kritičara koji su smatrali da je previše provokativan. Tvist je inspirisao plesove kao što su , poni, vatusi, pire krompir, manki, i fanki čikin, mada ni jedan od njih njije stekao širu popularnost.
Nakon što je video tinejdžere u Tampi na Floridi kako plešu, Hank Balard je napiao „” i objavio je taj rad kao B-stranu Hank Balard i The Midnighters' 1959 singla „Teardrops on Your Letter”. Dik Klark je primetivši da je ples postajao popularan među tinejdžerima, preporupio izdavačkoj kući Kameo Rekords da Čabi Čeker presnimi pesmu, koja je puštena u prodaju 1959. i postala hit broj jedan 1960. godine. Ovaj ples je već zastarevao među tinejdžerima kad su počeli da ga prihvataju odrasli i kad je pesma ušla u prodaju, postajući prvorangirani hit ponovo 1962. godine.
Svetski rekord je postavljen u Delandu na Floridi dana 11. oktobra 2012, kad je Čabi Čeker pevao uživo za masu koja je plesala. Procenjuje se da je oko 4.000 ljudi plesalo tvist zajeno da Čekerom, čime je nadmašen raniji Ginisov svetski rekord za najveći broj ljudi koji plešu tvist na uliciama odjednom.

## Koraci
Tvist je vrlo jednostavan ples, suština je da torzo plesača ostaje miran, a treba se vrteti zdelicom, nogama i rukama kružno oko svoje ose. Pokreti plesača nisu striktno regulisani, i zapravo pleše ko kako hoće - nastojeći da se kreće u skladu sa muzikom, gotovo bi se moglo reći - radi šta hoćeš samo nemoj stajati. Povremeno se mogla jedna nogu podići od poda kao plesnu stilsku figura, ali većina plesača je plesala sa obe noge na podu, prebacujući ih sa leva na desno i tako u krug. 
Prema Tajmu, „plesači jedva da se dodiruju ili da pomeraju noge. Međutim, sve ostalo se kreće. Gornji deo tela se kreće napred i nazad, a bokovi i ramena erotično se okreću, dok se ruke uvlače, izlaze, gore i dole, sa klipnim pokretima zbunjenih čuvara ptica koji se bore protiv napada jata.”

## Etimologija
Upotreba imena „tvist” za ples potiče iz devetnaestog veka. Prema Maršalu i Džinu Sternu u Džez plesu, karlični plesni pokreti zvani tvist su prispeli u Ameriku iz Konga tokom rebovlasništva. Jedna od hit pesama ranog crnačkog [[Minstrel show|minstrel šoa bila je ona bendžo muzičara Džoel Voker Svinija „Vine Twist”. Jedna od ranih crnačkih plesačkih zaluđenosti i ranog dvadestetog veka se zvala „Mess Around”, koja potiče od kompozitora Perija Bradforda sa njegovim hitom iz 1912. godine „Messin' Around”: „Sad svako može da nauči smisao, da stavi ruke na kukove i savije leđa; stoji na jednom mestu lepo i čvrsto, i da se okreće, okreće sa svojom snagom”. Ali tist se u to vreme bazično svodio na pokretanje kukova. Bluz pevač Bo Karter je snimio „Twist It Babe” 1931. godine, koristeči liriku koja je očevidna metafora za seks. U njegovoj pesmi „Winin' Boy Blues” tokom kasnih 1930-ih, Dželi Rol Morton je pevao, „Mama, mama, vidi sestru, ona je na nasipu i pleše dvostruki tvist”. U pesmi iz 1953. „Let the Boogie Woogie Roll”, Klajd Makfater i Drifteri su pevali „Kada me je pogledala oči su joj samo sijale kao zlato, a kada je napravila tvist, dotakla je moju dušu”. 

## Poreklo plesa
Inspiracija za tvist došla je sa američkih plantaža, gde su crnački najamni radnici, razvili još 1890. godine vrlo sličan ples wringin 'and twistin, čiji se pak koreni mogu naći u zapadnoj Africi vekovima unazad. Ipak tvist je društveni ples modifikovan za 20. vek.
Za promociju plesa zaslužan je Dik Klark, voditelj popularne američke televizijske zabavne emisije Amerikan Bandstand. Klark se izuzetno zauzeo 1959. godine da izdavačka kuća Filadelfija record objavi Čabi Čekerov The Twist. Snimak je objavljen u leto 1960. i postao je ubrzo broj 1# na listi singl ploča u Americi 1960, te ponovno 1962.
Godine 1961, na vrhuncu tvistomanije, gazde njujorškog kluba Pepermint Laundž unajmile su lokalni sastav iz Džerzija - Joey Dee and the Starliters, da im pokrivaju plesne večeri. U njihov klub dolazila je tadašnja elita Amerike; Džudi Garland, Džon Vejn, Džeki Kenedi, Nat King Kol, Širli Maklejn, Tenesi Vilijams, Truman Kapote i zabavljala se plešući tvist. U jeku ludnice za tvistom, oni su dodali svoj Pepermint Tvist (Deo 1), koji je takođe postao broj 1# u Americi u januaru 1962.
Već afirmisani R&B gitarists Bo Didkli objavio je 1962. svoj album Bo Diddley's A Twister. Na njemu je bilo nekoliko tvist pesama; Twister, Bo's Twist i Mama Don't Allow No Twistin, koji su ples učinili još popularnijim.
U Latinskoj Americi, tvistomaniju je izazvao sastav Bill Haley & His Comets, naročito njihovi hitovi The Spanish Twist i Florida Twist.

## Tvist i popularna kultura
Popularizaciji tvista pridonijela je i pojava televizije koja se upravo 1960-ih počela masovno širiti svetom, i još jedna mala stvar, plastični obruč/igračka - hula hop. Bilo je upravo zabavno vrteti hula hop i slušati tvist, zapravo pokreti hula hopa, bili su isti kao kod tvista.
Popularizaciji plesa u Europi pridoneo je Pepino Di Kapri koji je bio promovitelj tvista u Italiji. Posebno su bile popularni njegova pesma Saint Tropez Twist (1962) i njegov prepev pesme Let's Twist Again. U Nemačkoj je Caterina Valente prepevala ''Peppermint Twist, u Francuskoj su svi njihovi je-je pevači (tako su oni zvali svoje rane rokere) postali veliki ljubitelji tvista. Njihov najpopularniji pevač Džoni Holidej, izdao je Danse le twist avec moi. U Velikoj Britaniji prvi promoter bila je Petula Klark sa svojim hitom iz 1962. - Ya Ya Twist, ali su pravu ludnicu napravili tek Bitlsi svojim velikim hitom iz marta 1963. Twist and Shout.

## Literatura
- „"The Twist and 60's Fad Dances", HowtoJive.com”. Архивирано из оригинала 21. 10. 2008. г. Приступљено 12. 04. 2019.
- Tap Roots: The Early History of Tap Dancing на веб-сајту Гугл књиге
- Scholes, Percy A. (1977). „Dance”. The Oxford Companion to Music (10 изд.). Oxford University Press.
- Judith Lynne Hanna (1983). The performer-audience connection: emotion to metaphor in dance and society. University of Texas Press. ISBN 978-0-292-76478-1.
- Kealinohomoku, Joann (1970).  Copeland, Roger; Cohen, Marshall, ур. An Anthropologist Looks at Ballet as a Form of Ethnic Dance (PDF). What is Dance? Readings in Theory and Criticism (1983 изд.). New York: Oxford University Press. Архивирано из оригинала (PDF) 04. 01. 2011. г.
- Sondra Horton Fraleigh (1987). Dance and the Lived Body: A Descriptive Aesthetics. University of Pittsburgh Pre. стр. 49. ISBN 978-0-8229-7170-2.
- Abra, Allison. "Going to the palais: a social and cultural history of dancing and dance halls in Britain, 1918–1960." „Contemporary British History”. 30 (3). септембар 2016: 432—433.
- Blogg, Martin (2011). Dance and the Christian Faith: A Form of Knowing. The Lutterworth Press. ISBN 9780718892494.
- Carter, A (1998). The Routledge Dance Studies Reader. Routledge. ISBN 978-0-415-16447-4.
- Cohen, S, J. (1992). Dance As a Theatre Art: Source Readings in Dance History from 1581 to the Present. Princeton Book Co. ISBN 978-0-87127-173-0.
- Daly, A (2002). Critical Gestures: Writings on Dance and Culture. Wesleyan University Press. ISBN 978-0-8195-6566-2.
- Miller, James, L. (1986). Measures of Wisdom: The Cosmic Dance in Classical and Christian Antiquity. University of Toronto Press. ISBN 978-0-8020-2553-1.
- Joel Whitburn's Top Pop Singles 1955–1990. P.O. Box 200, Menomonee Falls WI: Record Research Inc. 1991. ISBN 0-89820-089-X.
- Joel Whitburn's Top R&B Singles 1942–1988. P.O. Box 200, Menomonee Falls WI: Record Research Inc. 1988. ISBN 0-89820-069-5.
- Benjamin, V. Franklin (30. 5. 2016). An Encyclopedia of South Carolina Jazz and Blues Musicians. University of South Carolina Press. стр. 147. ISBN 978-1-61117-622-3.